# 아돌프 프리드리히 추 메클렌부르크 대공자

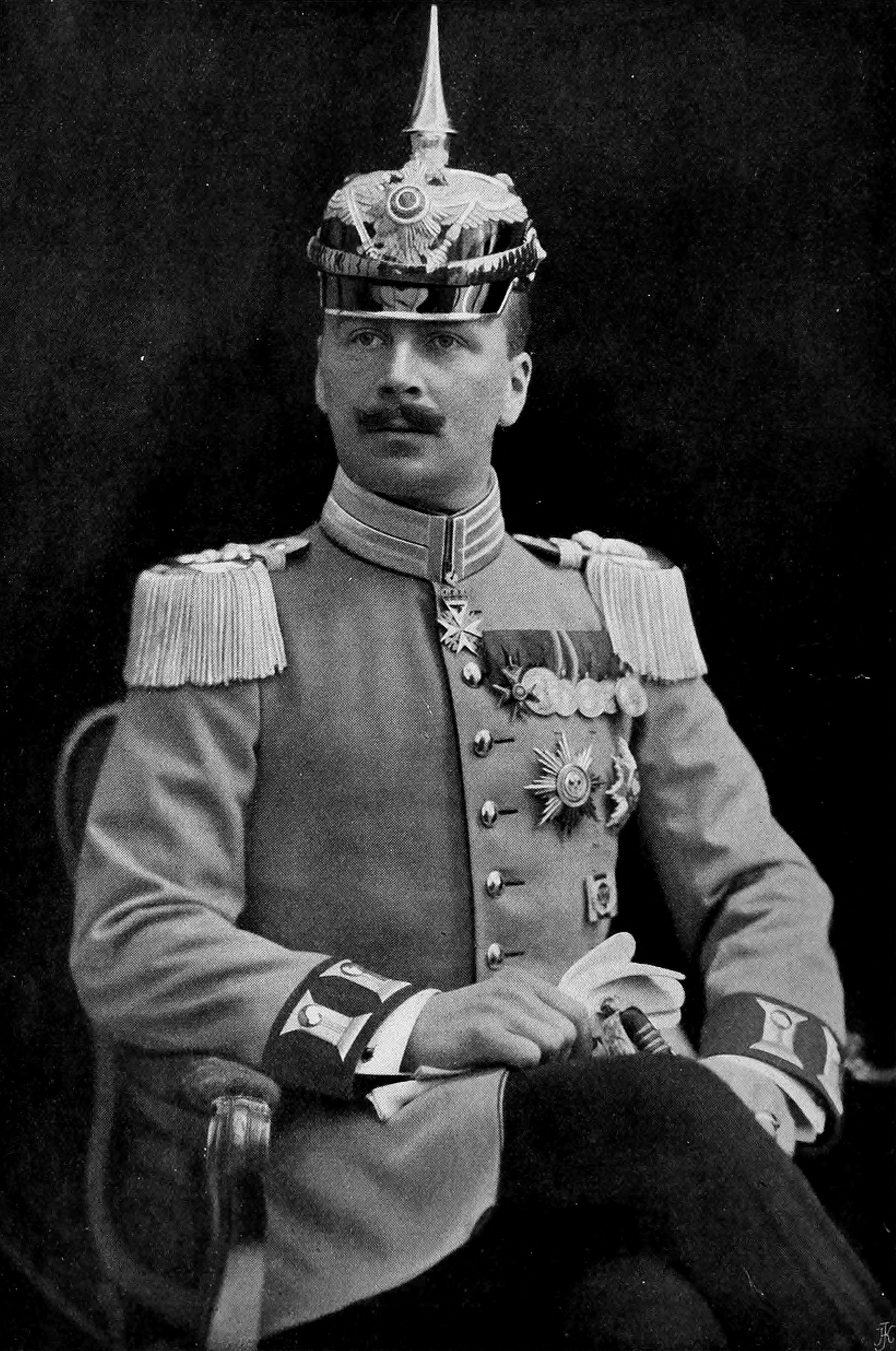
아돌프 프리드리히 추 메클렌부르크 (1910년)

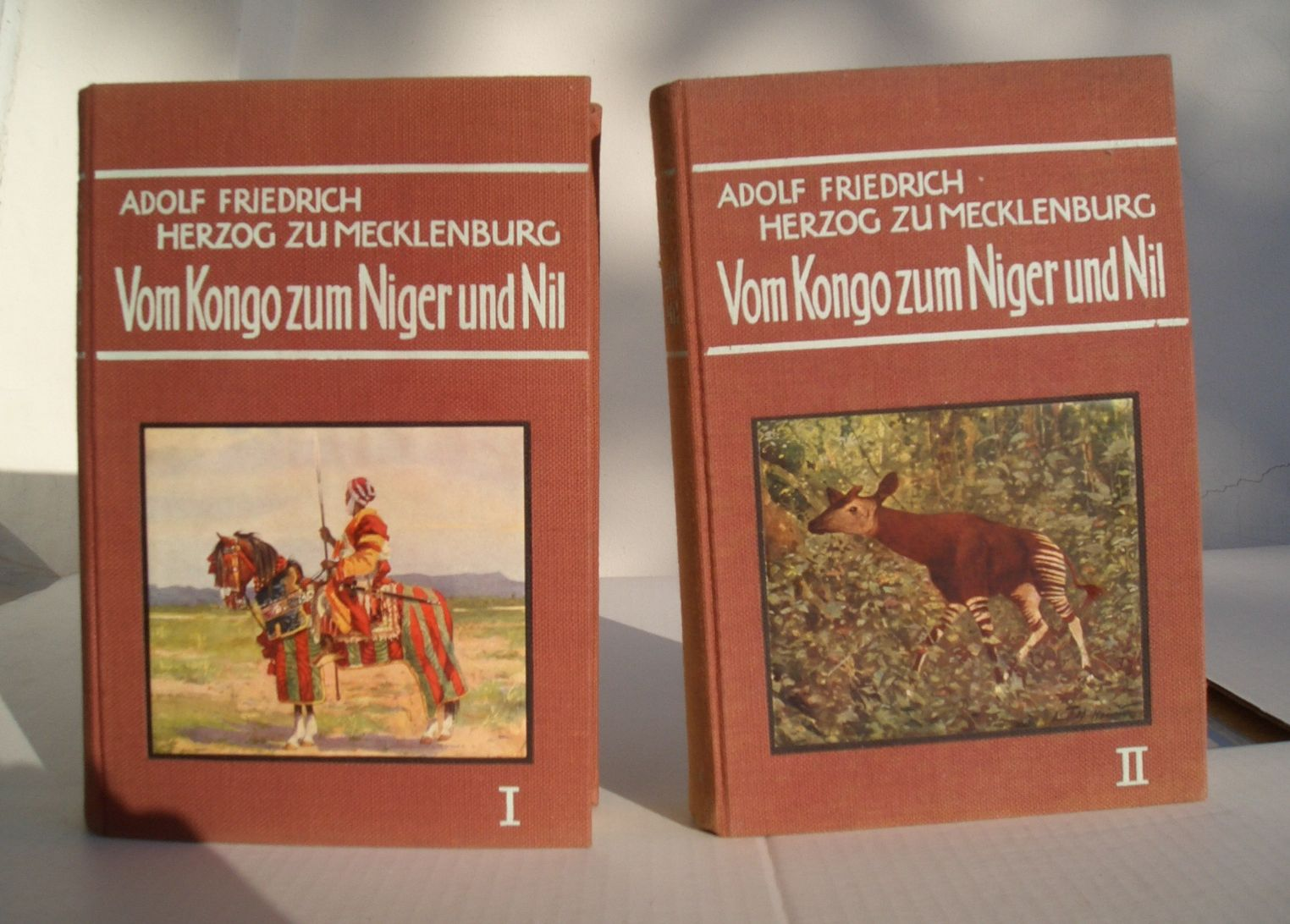
《콩고에서 나이저 강으로, 나일 강으로》(Vom Kongo zum Niger und Nil)의 1912년 초판

아돌프 프리드리히 알브레히트 하인리히 추 메클렌부르크(독일어: Adolf Friedrich Albrecht Heinrich zu Mecklenburg, 1873년 10월 10일 슈베린 ~ 1970년 8월 5일 오이틴)는 독일의 아프리카 탐험가, 정치인이다.

## 생애
메클렌부르크슈베린 대공국의 프리드리히 프란츠 2세(Friedrich Franz II)과 그의 3번째 아내인 슈바르츠부르크루돌슈타트의 마리(Marie)의 3번째 아들로 태어났다.
1907년부터 1908년까지 중앙아프리카를 탐험했으며 1908년에는 라이프치히 지리학 협회로부터 에두아르트 포겔(Eduard Vogel) 메달을 받았다. 아돌프 프리드리히가 토고에 체류하면서 수집한 곤충들의 표본은 베를린의 베를린 자연 박물관, 프랑크푸르트암마인의 젠켄베르크 자연사박물관에 전시되어 있다.
1910년부터 1911년까지 차드호, 콩고 분지, 수단의 나일강 유역, 카메룬 남부, 기니만을 탐험하면서 《콩고에서 나이저 강으로, 나일 강으로》(Vom Kongo zum Niger und Nil)를 집필했다. 1912년 6월 19일부터 1914년 8월 31일까지 독일령 토골란트(Togoland) 총독을 역임했다.
1918년 11월 5일부터 1918년 11월 28일까지 브레스트-리토프스크 조약에 따라 수립된 발트 연합공국의 공작으로 추대되었지만 독일이 제1차 세계 대전에서 패전하면서 퇴위했다. 1926년부터 1956년까지 국제 올림픽 위원회(IOC) 위원을 역임했고 1948년부터 1949년까지 독일 올림픽 위원회 위원장, 1949년부터 1951년까지 독일 국가 올림픽 위원회 위원장을 역임했다.

## 같이 보기
- 토고의 역사
- 발트 연합공국
- 국제 올림픽 위원회